# Supersypnoides brunnea
Supersypnoides brunnea là một loài bướm đêm trong họ Noctuidae.